# Monte Tasman
Il monte Tasman (Horokoau in lingua māori) è la seconda cima più alta della Nuova Zelanda, ergendosi infatti a 3497 metri sul livello del mare. Appartenente alla catena delle Alpi meridionali, sorge sull'Isola del Sud a soli 4 chilometri dalla vetta più alta del Paese, il monte Cook (Aoraki lingua māori). Diversamente da quest'ultimo, tuttavia, il monte Tasman è situato sulla linea spartiacque che divide l'isola in un versante occidentale ed uno orientale. Il monte stesso fa parte di due parchi nazionali: il versante orientale ricade infatti nel Parco nazionale dell'Aoraki/Monte Cook, mentre quello occidentale nel Parco nazionale Westland Tai Poutini.